# Robert Horry
Robert Keith Horry (Harford County, 25 augustus 1970) is een Amerikaans voormalig basketbalspeler. Hij speelde zestien seizoenen in de NBA waarin hij zeven keer kampioen werd. Hij was de zevende speler in de geschiedenis die zeven keer won en de eerste die niet behoorde tot het Boston Celtics dat in de jaren zestig de competitie domineerde. Horry was na John Salley ook de tweede speler in de geschiedenis die NBA-kampioen werd met drie verschillende teams.

## Carrière
Horry groeide op in Andalusia en speelde basketbal op de Andalusia High School. Hier behoorde hij tot een team met onder anderen later viervoudig All-Star Latrell Sprewell. Hij stelde zich in 1992 kandidaat voor de NBA Draft waar hij gekozen werd door de Houston Rockets. Hiermee werd hij aan de zijde van onder anderen Hakeem Olajuwon, Sam Cassell en in zijn derde jaar ook Clyde Drexler in zowel het seizoen 1993/94 als dat van 1994/95 kampioen in de NBA. In zijn eerste seizoen werd hij verkozen tot NBA All-Rookie Second Team.
Na vier seizoenen in Houston ruilde de club Horry in augustus 1996 samen met Chucky Brown, Mark Bryant en Sam Cassell voor Charles Barkley en een draftpick van de Phoenix Suns. Hier kreeg hij ruzie met coach Danny Ainge waarna Phoenix hem doorstuurde in januari 1997 samen met Joe Kleine naar de Los Angeles Lakers, in ruil voor Cedric Ceballos en Rumeal Robinson. Horry ging hier vooral vanaf de bank spelen, in eerste instantie achter starter A.C. Green, later achter Horace Grant en Samaki Walker. Met Los Angeles Lakers werd hij samen met onder anderen Kobe Bryant en Shaquille O'Neal in de seizoenen 1999/00, 2000/01 en 2001/02 drie keer achter elkaar NBA-kampioen.
Horry was na afloop van het seizoen 2002/03 einde contract in Los Angeles en tekende vervolgens bij San Antonio Spurs. Hiermee bereikte hij in zijn eerste jaar de tweede ronde van de play-offs, om daarin uitgeschakeld te worden door zijn voormalige ploeggenoten - en later verliezend finalisten - uit Los Angeles. In het seizoen 2004/05 won Horry aan de zijde van onder anderen Tim Duncan, Tony Parker en Manu Ginóbili San Antonio's derde en zijn zesde NBA-titel. Samen met diezelfde mannen werd hij twee jaar later vervolgens ook voor de zevende keer kampioen in de NBA. Na het seizoen 2007/08 liep zijn contract in San Antonio af en eindigde zijn carrière.

## Erelijst
- NBA-kampioen: 1994, 1995, 2000, 2001, 2002, 2005, 2007
- NBA All-Rookie Second Team: 1993
- Alabama Sports Hall of Fame: 2010[1]
- San Antonio Sports Hall of Fame: 2017

## Statistieken

### Regulier seizoen
| Seizoen  | Team               | WG   | WS  | MPW  | 2P%  | 3P%  | FW%  | RPW | APW | SPW | BPW | PPW  |
| -------- | ------------------ | ---- | --- | ---- | ---- | ---- | ---- | --- | --- | --- | --- | ---- |
| 1992/93  | Houston Rockets    | 79   | 79  | 29,5 | 47,4 | 25,5 | 71,5 | 5,0 | 2,4 | 1,0 | 1,1 | 10,1 |
| 1993/94  | Houston Rockets    | 81   | 81  | 29,3 | 45,9 | 32,4 | 73,2 | 5,4 | 2,9 | 1,5 | 0,9 | 9,9  |
| 1994/95  | Houston Rockets    | 64   | 61  | 32,4 | 44,7 | 37,9 | 76,1 | 5,1 | 3,4 | 1,5 | 1,2 | 10,2 |
| 1995/96  | Houston Rockets    | 71   | 71  | 37,1 | 41,0 | 36,6 | 77,6 | 5,8 | 4,0 | 1,6 | 1,5 | 12,0 |
| 1996/97  | Phoenix Suns       | 32   | 15  | 22,5 | 42,1 | 30,8 | 64,0 | 3,7 | 1,7 | 0,9 | 0,8 | 6,9  |
| 1996/97  | Los Angeles Lakers | 22   | 14  | 30,7 | 45,5 | 32,9 | 70,0 | 5,4 | 2,5 | 1,7 | 1,3 | 9,2  |
| 1997/98  | Los Angeles Lakers | 72   | 71  | 30,4 | 47,6 | 20,4 | 69,2 | 7,5 | 2,3 | 1,6 | 1,3 | 7,4  |
| 1998/99  | Los Angeles Lakers | 38   | 5   | 19,6 | 45,9 | 44,4 | 73,9 | 4,0 | 1,5 | 0,9 | 1,0 | 4,9  |
| 1999/00  | Los Angeles Lakers | 76   | 0   | 22,2 | 43,8 | 30,9 | 78,8 | 4,8 | 1,6 | 1,1 | 1,0 | 5,7  |
| 2000/01  | Los Angeles Lakers | 79   | 1   | 20,1 | 38,7 | 34,6 | 71,1 | 3,7 | 1,6 | 0,7 | 0,7 | 5,2  |
| 2001/02  | Los Angeles Lakers | 81   | 23  | 26,4 | 39,8 | 37,4 | 78,3 | 5,9 | 2,9 | 1,0 | 1,1 | 6,8  |
| 2002/03  | Los Angeles Lakers | 80   | 26  | 29,3 | 38,7 | 28,8 | 76,9 | 6,4 | 2,9 | 1,2 | 0,8 | 6,5  |
| 2003/04  | San Antonio Spurs  | 81   | 1   | 15,9 | 40,5 | 38,0 | 64,5 | 3,4 | 1,2 | 0,6 | 0,6 | 4,8  |
| 2004/05  | San Antonio Spurs  | 75   | 16  | 18,6 | 41,9 | 37,0 | 78,9 | 3,6 | 1,1 | 0,9 | 0,8 | 6,0  |
| 2005/06  | San Antonio Spurs  | 63   | 3   | 18,8 | 38,4 | 36,8 | 64,7 | 3,8 | 1,3 | 0,7 | 0,8 | 5,1  |
| 2006/07  | San Antonio Spurs  | 68   | 8   | 16,5 | 35,9 | 33,6 | 59,4 | 3,4 | 1,1 | 0,7 | 0,6 | 3,9  |
| 2007/08  | San Antonio Spurs  | 45   | 5   | 13,0 | 31,9 | 25,7 | 64,3 | 2,4 | 1,0 | 0,5 | 0,4 | 2,5  |
| Carrière | Carrière           | 1107 | 480 | 24,5 | 42,5 | 34,1 | 72,6 | 4,8 | 2,1 | 1,0 | 0,9 | 7,0  |

### Play-offs
| Seizoen  | Team               | WG  | WS  | MPW  | 2P%  | 3P%  | FW%  | RPW | APW | SPW | BPW | PPW  |
| -------- | ------------------ | --- | --- | ---- | ---- | ---- | ---- | --- | --- | --- | --- | ---- |
| 1992/93  | Houston Rockets    | 12  | 12  | 31,2 | 46,5 | 30,0 | 74,1 | 5,2 | 3,2 | 1,5 | 1,3 | 10,5 |
| 1993/94  | Houston Rockets    | 23  | 23  | 33,8 | 43,4 | 38,2 | 76,5 | 6,1 | 3,6 | 1,5 | 0,9 | 11,7 |
| 1994/95  | Houston Rockets    | 22  | 22  | 38,2 | 44,5 | 40,0 | 74,4 | 7,0 | 3,5 | 1,5 | 1,2 | 13,1 |
| 1995/96  | Houston Rockets    | 8   | 8   | 38,5 | 40,7 | 39,6 | 43,5 | 7,1 | 3,0 | 2,6 | 1,6 | 13,1 |
| 1996/97  | Los Angeles Lakers | 9   | 9   | 31,0 | 44,7 | 42,9 | 77,8 | 5,3 | 1,4 | 1,1 | 0,8 | 6,7  |
| 1997/98  | Los Angeles Lakers | 13  | 13  | 32,5 | 55,7 | 35,3 | 68,3 | 6,5 | 3,1 | 1,1 | 1,1 | 8,6  |
| 1998/99  | Los Angeles Lakers | 8   | 0   | 22,1 | 46,2 | 41,7 | 78,6 | 4,5 | 1,4 | 0,8 | 0,8 | 5,0  |
| 1999/00  | Los Angeles Lakers | 23  | 0   | 26,9 | 40,7 | 28,8 | 70,2 | 5,3 | 2,5 | 0,9 | 0,8 | 7,6  |
| 2000/01  | Los Angeles Lakers | 16  | 0   | 23,9 | 36,8 | 36,2 | 59,1 | 5,2 | 1,9 | 1,4 | 1,0 | 5,9  |
| 2001/02  | Los Angeles Lakers | 19  | 14  | 37,0 | 44,9 | 38,7 | 78,9 | 8,1 | 3,2 | 1,7 | 0,8 | 9,3  |
| 2002/03  | Los Angeles Lakers | 12  | 10  | 31,1 | 31,9 | 5,3  | 55,6 | 6,7 | 3,1 | 1,3 | 1,0 | 5,6  |
| 2003/04  | San Antonio Spurs  | 10  | 0   | 21,1 | 46,5 | 36,4 | 92,9 | 6,3 | 0,9 | 0,8 | 0,2 | 6,1  |
| 2004/05  | San Antonio Spurs  | 23  | 0   | 26,9 | 44,8 | 44,7 | 73,2 | 5,4 | 2,0 | 0,9 | 0,9 | 9,3  |
| 2005/06  | San Antonio Spurs  | 13  | 5   | 17,2 | 40,5 | 35,3 | 73,1 | 3,7 | 0,8 | 0,4 | 0,7 | 4,2  |
| 2006/07  | San Antonio Spurs  | 18  | 0   | 20,1 | 41,7 | 35,1 | 82,4 | 3,9 | 1,6 | 0,6 | 1,3 | 4,3  |
| 2007/08  | San Antonio Spurs  | 15  | 0   | 10,3 | 19,4 | 22,7 | 66,7 | 2,1 | 0,5 | 0,3 | 0,3 | 1,5  |
| Carrière | Carrière           | 244 | 116 | 28,0 | 42,6 | 35,9 | 72,2 | 5,6 | 2,4 | 1,1 | 0,9 | 7,9  |

1 Brooks · 
7 Herrera · 
10 Cassell · 
11 Maxwell · 
17 Elie · 
21 Jent · 
25 Horry · 
30 Smith · 
33 Thorpe · 
34 Olajuwon · 
35 Cureton · 
50 Bullard · 
Coach Tomjanovich
7 Herrera · 
10 Cassell · 
11 Maxwell · 
17 Elie · 
22 Drexler · 
25 Horry · 
27 Jones · 
30 Smith · 
32 Chilcutt · 
34 Olajuwon · 
52 Brown · 
55 Tabak · 
Coach Tomjanovich
2 Fisher · 
3 George · 
4 Harper · 
5 Horry · 
8 Bryant · 
16 Salley · 
17 Fox · 
20 Shaw · 
34 O'Neal · 
40 Knight · 
41 Rice · 
45 Green · 
Coach Jackson
2 Fisher · 
3 George · 
4 Harper · 
5 Horry · 
8 Bryant · 
10 Lue · 
17 Fox · 
20 Shaw · 
34 O'Neal · 
35 Madsen · 
40 Foster · 
54 Grant · 
Coach Jackson
2 Fisher · 
3 George · 
5 Horry · 
6 McCoy · 
8 Bryant · 
10 Hunter · 
14 Medvedenko · 
17 Fox · 
20 Shaw · 
23 Richmond · 
34 O'Neal · 
35 Madsen · 
52 Walker · 
Coach Jackson
2 Mohammed · 
3 Robinson · 
5 Horry · 
8 Nesterovič · 
9 Parker · 
12 Bowen · 
14 Udrih · 
17 Barry · 
20 Ginóbili · 
21 Duncan · 
23 Brown · 
34 Massenburg · 
Coach Popovich
2 Ely · 
4 Finley · 
5 Horry · 
7 Oberto · 
9 Parker · 
11 Vaughn · 
12 Bowen · 
14 Udrih · 
15 Bonner · 
16 Elson · 
17 Barry · 
20 Ginóbili · 
21 Duncan · 
33 White · 
45 Butler · 
Coach Popovich